# 卡索斯
卡索斯（希臘語：Κάσος），官方正式名称为卡索斯英雄岛市镇（Δήμος Ηρωικής Νήσου Κάσου），是希腊南愛琴大區卡尔帕索斯-卡索斯英雄岛专区的市镇。行政中心为弗里村。市镇面积为69.464平方公里，2021年人口数量为1,223人。
卡索斯市镇包括卡索斯島及周边诸多小岛。该市镇原名为卡索斯市镇，2018年时获得了荣誉名称“卡索斯英雄岛市镇”，用以纪念1824年希腊独立战争时卡索斯血案中被屠杀的大部分岛民。